# Haaren (Niederlande)
Haaren (anhörenⓘ) ist ein Ort und eine ehemalige Gemeinde in der niederländischen Provinz Noord-Brabant zwischen ’s-Hertogenbosch und Tilburg, die zum 1. Januar 2021 aufgelöst wurde.

## Geografie

### Nachbargemeinden
Nachbargemeinden von Haaren waren Boxtel, Heusden, Oisterwijk, Tilburg und Vught.

### Flüsse
An der Ortschaft Esch entlang fließt der kleine Fluss de Essche Stroom.

### Ortschaften
1996 wurde die Gemeinde Haaren erweitert um die aufgelösten Gemeinden Esch und Helvoirt. 1997 wurde die Gemeinde ergänzt um die Ortschaft Biezenmortel (frühere Gemeinde Udenhout). In der Gemeinde Haaren gab es viele Wald- und Naturgebiete, unter anderem ein Teil des Nationalparks Loonse en Drunense Duinen. In der Gemeinde Haaren gab es auch einen Weiler namens Hal.

## Priesterseminar
In Haaren gab es früher ein Priesterseminar, an dem unter anderem Peerke Donders zum Priester ausgebildet wurde.
Während des Zweiten Weltkrieges war es ein Lager für Geiseln und ein Gefängnis. Hier wurden Bürgermeister und andere prominente Bürger als Geiseln festgehalten.
Außerdem wurden dort Geheimagenten gefangengehalten, die im Laufe des Englandspiels festgenommen worden waren, unter anderem der Funker Huub Lauwers. Bereits 1947 wurden erste Gedenktafeln am Haupttor zum Gebäudekomplex angebracht, doch erst im Mai 2000 konnte der Gedenkplaats Haaren mit einer ständigen Ausstellung zur Geschichte des Geisellagers und des Polizeigefängnisses eröffnet werden.

## Politik
Bei der letzten Kommunalwahl am 21. März 2018 entschied die lokale Wählergruppe Progressief ’96 die Wahl für sich. In der letzten Legislaturperiode von 2018 bis 2020 formte sie eine Koalition mit der CDA.
Der Gemeinderat wurde seit der Gründung von Haaren folgendermaßen gebildet:
| Partei           | Sitze | Sitze  | Sitze | Sitze | Sitze | Sitze | Sitze | Sitze |
| Partei           | 1995  | 1996 a | 1999  | 2002  | 2006  | 2010  | 2014  | 2018  |
| ---------------- | ----- | ------ | ----- | ----- | ----- | ----- | ----- | ----- |
| Progressief ’96  | 3     | 3      | 3     | 2     | 3     | 3     | 4     | 5     |
| Samenwerking ’95 | 5     | 6      | 5     | 7     | 4     | 5     | 6     | 4     |
| CDA              | 5     | 5      | 5     | 3     | 5     | 4     | 3     | 4     |
| VVD              | 2     | 1      | 2     | 3     | 3     | 3     | 2     | 2     |
| Gesamt           | 15    | 15     | 15    | 15    | 15    | 15    | 15    | 15    |

Anmerkungen

### College van B&W
Die CDA und Progressief ’96 wurden durch je zwei Beigeordnete im College van burgemeester en wethouders repräsentiert. Folgende Personen gehörten zum Kollegium:
| Funktion         | Name                 | Partei          | Anmerkung                                       |
| ---------------- | -------------------- | --------------- | ----------------------------------------------- |
| Bürgermeister    | Yves de Boer         | VVD             | kommissarisch; seit dem 21. Februar 2019 im Amt |
| Beigeordnete     | Carine Blom-Kerstens | Progressief ’96 | erste Stellvertreterin des Bürgermeisters       |
| Beigeordnete     | Martien Vromans      | CDA             | zweiter Stellvertreter des Bürgermeisters       |
| Beigeordnete     | Adrienne Verschuren  | Progressief ’96 | dritte Stellvertreterin des Bürgermeisters      |
| Beigeordnete     | Harry van Hal        | CDA             | vierter Stellvertreter des Bürgermeisters       |
| Gemeindesekretär | Joan van den Akker   | –               | seit Juli 2010 im Amt                           |

### Zusammenarbeit
Die Gemeinde Haaren arbeitete eng zusammen mit den Gemeinden Vught und Sint-Michielsgestel. Man konzentrierte sich vor allem auf persönliche Aspekte mit den beiden Gemeinden.

### Kommunalreform
Am 5. Juli 2018 beschloss der Gemeinderat, dass die Gemeinde Haaren aufgelöst und Biezenmortel nach Tilburg, Esch nach Boxtel, Haaren nach Oisterwijk und Helvoirt nach Vught eingemeindet werden sollten, was zum 1. Januar 2021 umgesetzt wurde.

## Verkehrsanbindung

### Auto
Alle Ortschaften der ehemaligen Gemeinde Haaren, mit Ausnahme von Esch, liegen an der N65. Dadurch ist Haaren sehr gut erreichbar. Esch und der Weiler Hal liegen an der A2. Esch ist über die Ausfahrt Boxtel-Noord zu erreichen, während der Weiler Hal über den Boxtelseweg erreichbar ist (die Landstraße an der A2 entlang von Boxtel nach Vught).

### Bus
Die Gemeinde Haaren (Helvoirt und Esch) hatte seit 1938 keinen Bahnhof mehr. Dort verkehrten allerdings einige Stadt- und Regionalbusse der Gesellschaft BBA (Brabantsche Buurtspoorwegen en Autodiensten).

## Medien

### Radio und Fernsehen
Die Gemeinde Haaren hatte zwei Lokalsender: HOS TV, eine Kabelzeitung für die ganze Gemeinde, und LOESCH TV, Lokalfernsehen für Esch.
In der Gemeinde konnte man auch einige regionale Sender empfangen: Omroep Brabant und Radio 8FM. Seit dem 1. Januar 2006 gab es Konkurrenz von einem kommerziellen Lokalfernsehen TV&Co.

### Tageszeitungen und Wochenzeitungen
Die regionale Tageszeitung in Haaren ist das Brabants Dagblad. Diese Zeitung hat eine besondere Ausgabe für das Gebiet de Meierij.